# طريقة التحفيز السريع
طريقة التحفيز السريع، هي تقنية علمية زائفة تحاول مساعدة الأشخاص المصابين بالتوحد أو معوقات أخرى في التواصل من خلال التأشير أو الكتابة اليدوية أو على جهاز إلكتروني. تُعرَف هذه التقنية أيضًا باسم التهجئة للتواصل، وهي مرتبطة ارتباطًا وثيقًا بتقنية الاتصال الميسر غير الموثوقة علميًا. فشل ممارسو طريقة التحفيز السريع في تقييم مسألة وكالة الرسائل باستخدام منهجيات علمية بسيطة ومباشرة، قائلين إن القيام بذلك سيكون واصم وأن السماح بالانتقادات العلمية للتقنية يحرم الأشخاص المصابين بالتوحد من حقهم في التواصل. أصدرت الجمعية الأمريكية للسماع والكلام واللغة بيانًا يعارض ممارسة طريقة التحفيز السريع.
يُنسَب تأسيس طريقة التحفيز السريع إلى سوما موكوبادياي، على الرغم من تطوير آخرين لتقنيات مماثلة تُعرَف بالتأشير بالمعلومات أو العلاج الأبجدي. يُبلِغ مستخدمو طريقة التحفيز السريع عن مهارات القراءة والكتابة غير المتوقعة لدى عملائهم، بالإضافة إلى انخفاض في بعض المشكلات السلوكية المرتبطة بالتوحد. تختلف طريقة التحفيز السريع عن الاتصال الميسر في بعض النواحي، ومع ذلك، قال ستيوارت فيز: «تملك طريقة التحفيز السريع –كما الاتصال الميسر- القدرة على التحفيز اللاواعي بسبب حمل لوحة التخزين من قبل المساعد. طالما أن طريقة الاتصال تتضمن المشاركة النشطة لشخص آخر، ستظل إمكانية التوجيه اللاواعي قائمة».
يحذر النقاد من اعتماد هذه الطريقة المفرط على التلميحات (الإشارات اللفظية والجسدية من قبل الميسرين)، فذلك قد يعيق تطوير التواصل المستقل في المجموعة المستهدفة. اعتبارًا من أبريل 2017، أُجريَت دراسة علمية واحدة فقط في محاولة لدعم ادعاءات موكوبادياي حول فعالية الطريقة. مع ذلك، انتقد المراجعون الدراسة بسبب وجود عيوب منهجية مهمة فيها. أشار فيز إلى رد مؤيدي الطريقة بشكل هجومي على النقد عوضًا عن إخضاع طريقتهم للأبحاث الموضوعية، مدّعين أن الانتقادات العلمية لهذه التقنية تحرم الأشخاص المصابين بالتوحد من حقهم في التواصل. خلُص مؤلفو مراجعة عام 2019 إلى ما يلي: «... إلى أن تثبت التجارب المستقبلية سلامة الطريقة وفعاليتها، وربما الأهم من ذلك، توضيح مسألة التفويض أولاً، فإننا لا نشجع الأطباء والمربين وأولياء أمور الأطفال المصابين بالتوحد على استخدام طريقة التحفيز السريع».

## نظرة عامة
أسست موكوبادياي طريقتها اعتمادًا على النظريات النفسية والتنموية والسلوكية التي طرحها جان بياجيه (علم النفس التنموي) وآنا جان أيريس (التكامل الحسي)، والهدف منها هو «إنشاء تواصل وظيفي قائم على التأشير في الأشخاص الذين يعتمدون التواصل غير الشفهي بسبب التوحد الشديد أو إعاقات النمو الأخرى». يوظف مستخدمو طريقة التحفيز السريع عناصر من تحليل السلوك التطبيقي، لكنهم يرفضون التوثيق وإجراءات التقييم التي تعتبر جزءًا لا يتجزأ من تحليل السلوك التطبيقي باعتبارها غير ضرورية وواصمة. افترضت موكوبادياي أن مراقبة سلوكيات التنبيه الذاتي للطالب (في حالة التوحد: الانشغالات الحسية التي تدفعها وتطورها) يمكنها تحديد قناة التعلم المهيمنة لكل طالب (سواء كان ذلك بصري أو حسي أو سمعي)، كما يمكنها إضفاء الطابع الفردي على البرنامج ليلائم احتياجات الفرد. يفترض ميسرو طريقة التحفيز السريع امتلاك شركاء الاتصال (الذين لا يتحدثون غالبًا) الكفاءة. يقوم الافتراض على امتلاك الأشخاص المصابين بالتوحد قدرًا كبيرًا من المعرفة الخفية التي لا يمكنهم التعبير عنها،  وعلى أن التحفيز سوف يعالج الصعوبات المفترضة من ناحية التخطيط الحركي وسلوكيات التنبيه الذاتي. يقول داعمو طريقة التحفيز السريع أنها: «أسلوب ذو تقنية منخفضة التكلفة لا تتطلب سوى معلم وطالب وورقة وقلم رصاص».

### التصديق والترخيص
اعتبارًا من أبريل 2017، لا يعتبر التحفيز السريع اختصاص سريري. كذلك، لا يتمتع بمعايير معترف بها لتسجيل مقدمي العلاج أو ترخيصهم أو اعتمادهم. يتعلم الممارسون الآن ذاتيًا أو عبر المشاركة ضمن ورشات عمل ودورات تقدمها موكوبادياي أو هيذر كلير (التأشير الإعلامي) أو برنامج أنجلمان التابع لمركز فاندربيلت كينيدي (العلاج بالأبجدية).
يُطلَب من المهنيين الذين يتقدمون إلى ورشات العمل تقديم فيديوهات مدتها 10 دقائق حول استخدام التحفيز السريع مع السيرة الذاتية ورسالة توضح سبب الرغبة في حضور الورشة.

### الأشخاص المستهدفون
تشير أدبيات طريقة التحفيز السريع إلى استهدافها الأفراد المصابين بالتوحد إضافةً إلى تجربة التقنية مع الأشخاص الذين يعانون من متلازمة الكروموسوم إكس الهش والعمى والصمم ومتلازمة أنجلمان ومتلازمة داون ومتلازمة وليامز ومتلازمة برادر ويلي.

### الممارسات والإجراءات
بدءًا من بروتوكول علِّم واسأل، يقدم المعلم للطالب مفهومًا (مصلًا: الكرسي أصفر)، ثم يتبعه فورًا بسؤال (في مثالنا: ما لون الكرسي؟). ثم يُعطَى الطالب علامات (أي قطعتين من الورق، مع خيارات مكتوبة على كل منهما) لتقديم الإجابة. يُكرَّر هذا الإجراء مع استخدام مجموعة من العلامات التي يقدمها المعلم للحصول على استجابة. قد تكون العلامات أو المحفزات مادية (أي كلمات مكتوبة على الورق) أو سمعية (كصوت تمزيق الورق) أو لفظية (كالتوجيهات المنطوقة) أو بصرية (كالإيماءات التي يقدمها المعلم). تتطور الخيارات من اثنين لثلاثة وأربعة وهكذا، مع ارتفاع مستوى الصعوبة. ينتقل الطالب من اتخاذ الخيارات والتهجئة على لوحة يحتفظ بها المعلم إلى التهجئة على لوحة مسطحة على طاولة أو محمولة من قبل الطالب أو باستخدام جهاز الإخراج الصوتي بشكل مستقل.

## في وسائل الإعلام
ظهرت طريقة التحفيز السريع في العديد من الأفلام الوثائقية وفي العديد من البرامج الإخبارية التلفزيونية بما في ذلك: 60 دقيقة II وسي إن إن وبي بي إس (كيف يعمل دماغ المتوحد؟) وناشيونال جيوغرافيك (قصائد شجرة العقل- 2005 ). ظهر ابن موكوبادياي –تيتو- في فيلم وثائقي لقناة بي بي سي يدعى قصة تيتو، ويُنسب إليه الفضل في التأليف المشترك (مع والدته باستخدام طريقة التحفيز السريع) لكتابين شعريين ومجموعة من القصص القصيرة وكتاب يصف تجربته الحسية. شملت المصادر المطبوعة التي ناقشت طريقة التحفيز السريع وأسلوب موكوبادياي: نيويورك تايمز وساينتفك أمريكان. انتقدت الأخيرة الداعمين النشطين للطريقة بسبب عدم إخضاعها للدراسات العلمية.
اقتُبِس الفيلم الوثائقي الصادر في أغسطس عام 2014 بعنوان «شجاعة الأم: الرد على التوحد» من فيلم أيسلندي صدر عام 2009 بعنوان «فتى الشمس المشرقة» لمارغريت داغمار إريكسدوتير وفريريك أور فريكسون. يحكي الفيلم قصة سعي امرأة آيسلندية تدعى مارغريت للعثور على إجابات متعلقة بابنها البالغ من العمر 11 عام والذي يعاني من إعاقة شديدة. قادها بحثها إلى موكوبادياي (وطريقة التحفيز السريع) في أوستن في تكساس.
ظهرت طريقة التحفيز السريع في إعلان لشركة آبل، مما أدى إلى انتقاد الشركة لترويجها للعلوم الزائفة.
تُنتَقد هذه البرامج الإعلامية بسبب معاملتها التوحد كاضطراب غامض بطبيعته، مع تقديم أدلة قصصية (مثل شعر تيتو) على فعالية طريقة التحفيز السريع. كذلك، تقلل تلك البرامج من حقيقة عدم امتلاك طريقة التحفيز السريع أي أدلة بحثية علمية على فعاليتها.